# Kartaczownica (broń wielolufowa)

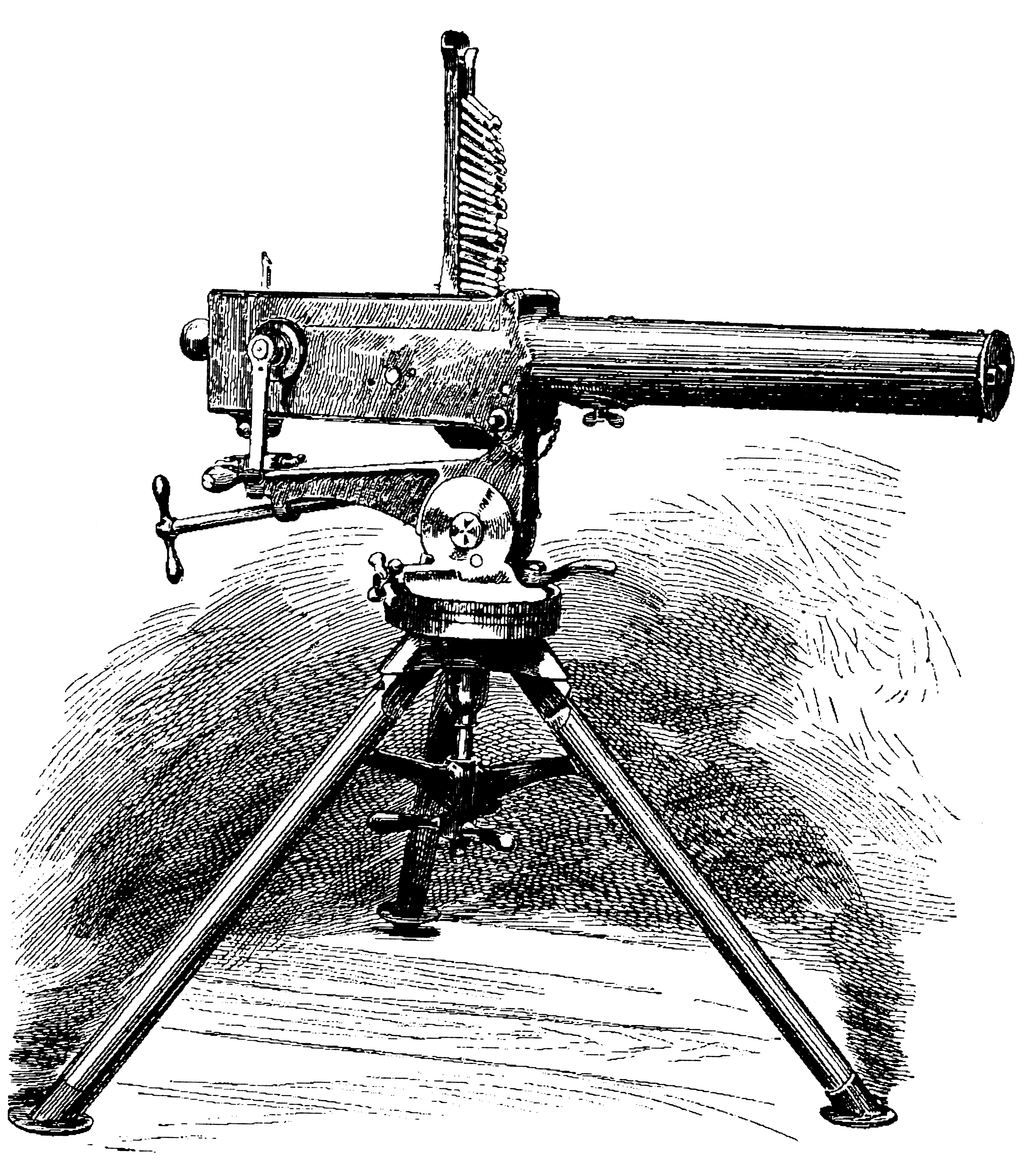
Kartaczownica Gardnera na podstawie stałej

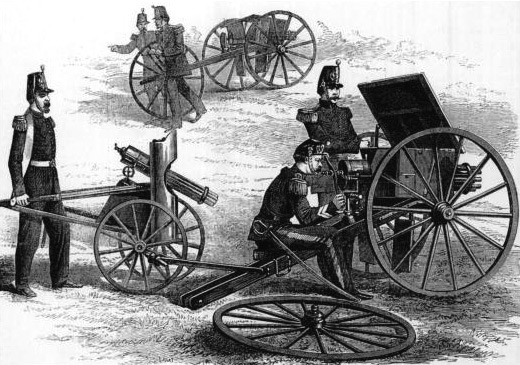
Mobilna kartaczownica Bollée'go w zastosowaniu praktycznym

Kartaczownica, mitralieza (fr. mitrailleuse) – wielolufowa odtylcowa broń palna, uruchamiana ręcznie i przystosowania do strzelania nabojami karabinowymi. Powstała w XIX wieku jako poprzednik ciężkiego karabinu maszynowego.
W praktyce stosowano ją od połowy XIX stulecia do czasu upowszechnienia wynalazku broni maszynowej na początku XX wieku. Pod względem przyjętych rozwiązań technicznych wyróżniano kartaczownice o lufach nieruchomych (np. Nordenfelta, Gardnera) albo ruchomych, wiązkowych (np. Gatlinga), w których zespół luf obracał się wokół wspólnej osi. Napęd broni był ręczny, odbywał się za pomocą dźwigni lub korby, powodującej otwieranie i zamykanie zamka, ładowanie zespolonych nabojów, wyrzucanie łusek, napinanie iglicy i zwalnianie spustu. Zależnie od sprawności obsługi szybkostrzelność teoretyczna mitraliezy mogła dochodzić do 500 strzałów na minutę. W miarę upływu czasu konstrukcja tej broni ulegała uproszczeniu, a jej masa zmniejszeniu; oprócz ognia seryjnego i salwowego możliwe było też prowadzenie ognia pojedynczego. Montowano je zarówno na podstawach kołowych, jak i stałych (trójnożnych, cokołowych).
Kres zastosowaniu kartaczownic położyło skonstruowanie przez H. Maxima pierwszego karabinu maszynowego. Za odległe ogniwo rozwojowe tej broni można uznać obecnie stosowaną zautomatyzowaną broń wielolufową, jak np. amerykańskie działko  M61 Vulcan, stosowane w lotnictwie i na pojazdach opancerzonych (w wersji przeciwlotniczej)
Do najpowszechniej stosowanych mitraliez należały:
- kartaczownica Gatlinga (USA)
- kartaczownica Reffye (Francja)
- kartaczownica Gatlinga-Baranowskiego (Rosja)
- kartaczownica Gardnera (Wielka Brytania)
- kartaczownica Nordenfelta (Wielka Brytania)

Do mniej rozpowszechnionych i znanych można zaliczać konstrukcje Jamesa Puckle’a, amerykańskie Wilsona Agera, Billinghursta i Requy, pułkownika Claxtona, a z europejskich: Montigny'ego, Bollée'go czy bawarską kartaczownicę Feldla.